# Stanley Tucci

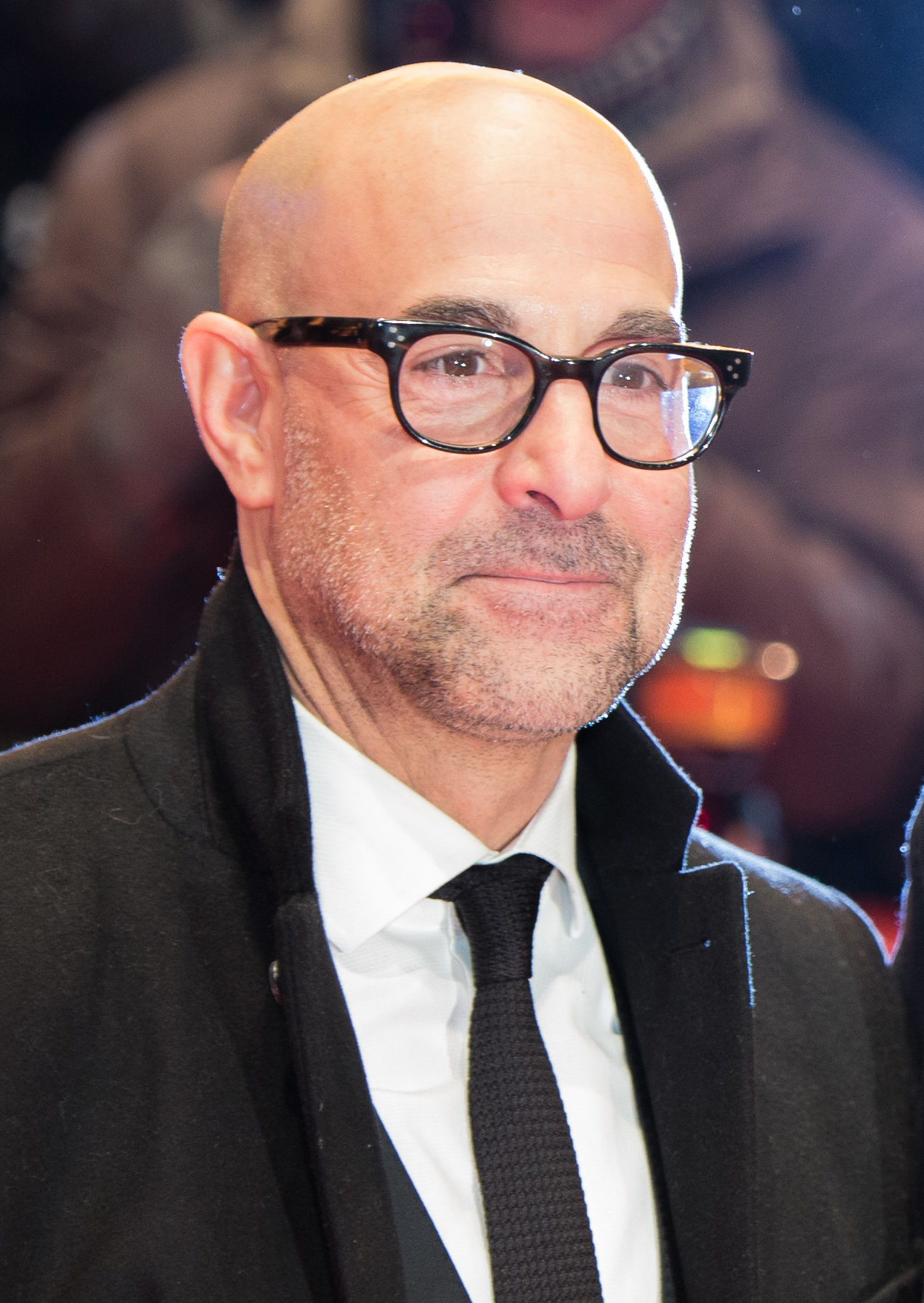
Stanley Tucci (2017)

Stanley Tucci (* 11. November 1960 in Peekskill, New York) ist ein US-amerikanischer Schauspieler, Filmproduzent, Regisseur und Autor.

## Leben
Tucci ist der Sohn von Joan, einer pensionierten Geschäftsführerin und Autorin, und Stanley Tucci Senior, einem ehemaligen High-School-Lehrer. Seine Schwester Christine Tucci ist ebenfalls Schauspielerin. Tucci wuchs in Katonah, New York, auf und ging auf die John Jay High School.
Der Italo-Amerikaner spielt meist in Rollen, in denen er zynisch oder bösartig wirkt. Dazu gehören die Rollen des erfolglosen Killers Muerte im Film Undercover Blues – Ein absolut cooles Trio (1993), in dem er neben Kathleen Turner und Dennis Quaid spielte, sowie die eines Killers im Film Die Akte (1993) mit Julia Roberts. Im Animationsfilm Robots (2005) war seine Stimme neben denen von Ewan McGregor, Robin Williams, Halle Berry und Mel Brooks zu hören.
Als Filmproduzent wirkte Tucci unter anderem beim preisgekrönten Film The Mudge Boy aus dem Jahr 2003 mit. Sein Debüt als Regisseur gab er 1996 mit dem Film Big Night. Zwei Jahre später inszenierte er die Filmkomödie The Impostors – Zwei Hochstapler in Not, die er auch selbst produzierte. Im Jahr 2000 entstand mit Joe Goulds Geheimnis ein weiterer Film, gefolgt von Blind Date aus dem Jahr 2008, in dem er auch als Darsteller zu sehen ist. Für seine ersten beiden Filme war Tucci auch als Drehbuchautor tätig. 2017 inszenierte er Final Portrait.
2009 war Tucci in Peter Jacksons Literaturverfilmung In meinem Himmel nach dem gleichnamigen Bestsellerroman von Alice Sebold zu sehen. Die Nebenrolle eines Kindsmörders brachte ihm unter anderem Nominierungen für den Oscar und Golden Globe Award ein.
Seine Frau, Kate Tucci, mit der er drei Kinder hat und seit 1995 verheiratet war, starb im Mai 2009 an Krebs. Im Oktober 2011 verlobte sich Stanley Tucci mit Felicity Blunt, der älteren Schwester der Schauspielerin Emily Blunt. Die Hochzeit fand im Sommer 2012 statt. Am 25. Januar 2015 kam der gemeinsame Sohn zur Welt, im April 2018 folgte eine Tochter.
Seine deutsche Standardsynchronstimme ist bis auf wenige Ausnahmen Lutz Mackensy.

## Auszeichnungen (Auswahl)
2007 wurde er für seinen Gastauftritt in der Serie Monk mit einem Emmy ausgezeichnet. Diesen Preis hatte er zuvor schon einmal für seine Rolle in dem Film Winchell im Jahr 1999 gewonnen. Für diese Rolle erhielt er im selben Jahr auch seinen ersten Golden Globe. Ein zweites Mal erhielt er diesen Preis für seine Darstellung des Adolf Eichmann in dem Fernsehfilm Die Wannseekonferenz. Im Laufe seiner Karriere wurde er mit weiteren Filmpreisen geehrt, so gewann er etwa 1999 u. a. einen Golden Satellite Award. Außerdem wurde er 2009 für seine Rolle als George Harvey in In meinem Himmel für den Oscar als bester Nebendarsteller nominiert.
Oscar
- 2010: Nominierung als Bester Nebendarsteller für In meinem Himmel

Golden Globe
- 1999: Bester Hauptdarsteller – Mini – Serie oder Fernsehfilm für Winchell
- 2002: Bester Nebendarsteller – Serie, Mini – Serie oder Fernsehfilm für Die Wannseekonferenz
- 2010: Nominierung als Bester Nebendarsteller für In meinem Himmel

British Academy Film Award
- 2010: Nominierung als Bester Nebendarsteller für In meinem Himmel

Emmy
- 1996: Nominierung als Bester Nebendarsteller in einer Dramaserie für Murder One
- 1999: Bester Hauptdarsteller in einer Miniserie oder Fernsehfilm für Winchell
- 2001: Nominierung als Bester Nebendarsteller in einer Miniserie oder Fernsehfilm für Die Wannseekonferenz
- 2007: Bester Gastdarsteller in einer Comedyserie für Monk
- 2008: Nominierung als Bester Gastdarsteller in einer Dramaserie für Emergency Room – Die Notaufnahme
- 2017: Nominierung als Bester Nebendarsteller in einer Miniserie oder Fernsehfilm für Feud – Die Feindschaft zwischen Bette und Joan

Screen Actors Guild Award
- 1999: Nominierung als Bester Hauptdarsteller in einem Fernsehfilm oder Miniserie für Winchell
- 2010: Nominierung als Bester Nebendarsteller für In meinem Himmel
- 2016: Bestes Schauspielensemble in einem Film (mit Billy Crudup, Brian d’Arcy James, Michael Keaton, Rachel McAdams, Liev Schreiber und John Slattery) für Spotlight
- 2025: Bestes Schauspielensemble in einem Film (mit Sergio Castellitto, Ralph Fiennes, John Lithgow, Lucian Msamati, Isabella Rossellini) für Konklave

## Filmografie (Auswahl)

### Schauspieler
- 1985: Die Ehre der Prizzis (Prizzi’s Honor)
- 1986–1988: Miami Vice (Fernsehserie, drei Folgen)
- 1987: Crime Story (Fernsehserie, Folge 1x17 The Battle of Las Vegas)
- 1988: Der Affe im Menschen (Monkey Shines)
- 1990: Ein verrückt genialer Coup (Quick Change)
- 1991: Mann mit Ehre – Du achtest nur, was du fürchtest (Men of Respect)
- 1991: Billy Bathgate
- 1992: Zauberhafte Zeiten (Prelude to a Kiss)
- 1992: Ein Hund namens Beethoven (Beethoven)
- 1992: Der Reporter (The Public Eye)
- 1993: Undercover Blues – Ein absolut cooles Trio (Undercover Blues)
- 1993: Die Akte (The Pelican Brief)
- 1994: 2 Millionen Dollar Trinkgeld (It Could Happen to You)
- 1994: Mrs. Parker und ihr lasterhafter Kreis (Mrs. Parker and the Vicious Circle)
- 1995: Kiss of Death
- 1995: Chaos! Schwiegersohn Junior im Gerichtssaal (Jury Duty)
- 1995–1996: Murder One (Fernsehserie, 23 Folgen)
- 1996: Seitensprung in Manhattan (The Daytrippers)
- 1996: Big Night
- 1997: Lebe lieber ungewöhnlich (A Life Less Ordinary)
- 1998: Wiege der Angst (Montana)
- 1998: Winchell (Fernsehfilm)
- 1999: Ein Sommernachtstraum (A Midsummer Night’s Dream)
- 2001: Die Wannseekonferenz (Conspiracy)
- 2001: America’s Sweethearts
- 2001: Seitensprünge in New York (Sidewalks of New York)
- 2001: Feuerwerk auf italienisch (The Whole Shebang)
- 2002: Road to Perdition
- 2002: Manhattan Love Story (Maid in Manhattan)
- 2002: Jede Menge Ärger (Big Trouble)
- 2003: The Core – Der innere Kern (The Core)
- 2004: Darf ich bitten? (Shall We Dance)
- 2004: The Life and Death of Peter Sellers
- 2004: Terminal (The Terminal)
- 2005: Robots (Stimme für Herb Copperbottom)
- 2006: Der Teufel trägt Prada (The Devil Wears Prada)
- 2006: Ein Song zum Verlieben (Four Last Songs)
- 2006: Lucky Number Slevin
- 2006: The Hoax
- 2006: Monk (Fernsehserie, Folge 5x01 Mr. Monk and the Actor)
- 2007–2008: Emergency Room – Die Notaufnahme (ER, Fernsehserie, 10 Folgen)
- 2008: Inside Hollywood (What Just Happened)
- 2008: Kit Kittredge: An American Girl
- 2008: Swing Vote – Die beste Wahl (Swing Vote)
- 2009: Julie & Julia
- 2009: In meinem Himmel (The Lovely Bones)
- 2010: Einfach zu haben (Easy A)
- 2010: Burlesque
- 2011: Captain America: The First Avenger (Captain America: The First Avenger)
- 2011: Der große Crash – Margin Call (Margin Call)
- 2012: Die Tribute von Panem – The Hunger Games (The Hunger Games)
- 2012: The Company You Keep – Die Akte Grant (The Company You Keep)
- 2012: Gambit – Der Masterplan (Gambit)
- 2013: Jack and the Giants (Jack the Giant Slayer)
- 2013: Percy Jackson: Im Bann des Zyklopen (Percy Jackson: Sea of Monsters)
- 2013: Inside Wikileaks – Die fünfte Gewalt (The Fifth Estate)
- 2013: Die Tribute von Panem – Catching Fire (The Hunger Games: Catching Fire)
- 2013: Some Velvet Morning
- 2014: Die Abenteuer von Mr. Peabody & Sherman (Mr. Peabody & Sherman, Stimme)
- 2014: Muppets Most Wanted
- 2014: Transformers: Ära des Untergangs (Transformers: Age of Extinction)
- 2014: Die Gärtnerin von Versailles (A Little Chaos)
- 2014: Die Tribute von Panem – Mockingjay Teil 1 (The Hunger Games: Mockingjay – Part 1)
- 2015: Larry Gaye – völlig abgehoben! (Larry Gaye: Renegade Male Flight Attendant)
- 2015: Wild Card
- 2015: Spotlight
- 2015: Peter & Wendy
- 2015: Fortitude (Fernsehserie)
- 2015: Die Tribute von Panem – Mockingjay Teil 2 (The Hunger Games: Mockingjay – Part 2)
- 2017: Feud (Fernsehserie)
- 2017: Die Schöne und das Biest (Beauty and the Beast)
- 2017: Transformers: The Last Knight
- 2017: Kindeswohl (The Children Act)
- 2017: Submission
- 2018: Show Dogs – Agenten auf vier Pfoten (Show Dogs) (Stimme)
- 2018: Patient Zero
- 2018: A Private War
- 2018: Nomis – Die Nacht des Jägers (Night Hunter)
- 2019: The Silence
- 2019: Limetown (Webserie)
- 2020: Der Fall 9/11 – Was ist ein Leben wert? (Worth)
- 2020: Supernova
- 2020: Hexen hexen (The Witches)
- 2020–2022: Central Park (Fernsehserie, Stimme)
- 2021: Jolt
- 2021: La Fortuna (Fernsehserie, 6 Folgen)
- 2021, 2023: What If…? (Fernsehserie, 2 Folgen, Stimme)
- 2021: The King’s Man: The Beginning (The King’s Man)
- 2022: Inside Man (Miniserie, Folgen 1x01–1x04)
- 2022: Whitney Houston: I Wanna Dance with Somebody
- 2023: Citadel (Fernsehserie)
- 2024: Konklave (Conclave)
- 2025: The Electric State

### Regie
- 1996: Big Night
- 1998: The Impostors – Zwei Hochstapler in Not (The Impostors)
- 2000: Joe Goulds Geheimnis (Joe Gould’s Secret)
- 2007: Blind Date
- 2017: Final Portrait

## Werke
- Taste. Mein Leben für Küche und Kamera. Arche Literatur Verlag 2023, ISBN 978-3-7160-2813-1
- Zu Tisch mit Stanley. Ein Jahr voller Genüsse. Arche Literatur Verlag 2025, ISBN 978-3-7160-0037-3